# Ossian Edmund Borg
Ossian Edmund Borg, född 6 augusti 1812, död 10 april 1892 i Stockholm, var en svensk dövlärare och förståndare för Manillaskolan. Han var son till dövskolepionjären Per Aron Borg.
Borg blev student vid Uppsala universitet 1832, och hade bestämt sig för den medicinska banan och stod redo att avlägga medicine kandidatexamen, då hans studier på grund av faderns död blev avbrutna och han omedelbart därefter utnämndes till direktör och förste lärare vid Institutet för dövstumma och blinda 1839. Borg kom därefter att ägna hela sitt liv åt en fortsatt utbyggnad och utveckling av institutet. Genom särskilda anslag beviljade av kung Oscar I och riksdagen 1844 kunde Borg bygga upp en helt ny avdelning för blinda, som tidigare inrymts med de övriga i huvudbyggnaden, och kunde även 1864 uppföra en ny huvudbyggnad på området.
Borg bildade vid institutet tillsammans med konstnären Albert Berg och dövläraren Fritjof Carlbom den 3 maj 1868 Dövstumföreningen/Stockholms Dövas Förening. Han erhöll 1875 pension, men fortsatte även efter detta med att biträda vid det av honom bildade lärarseminariet vid Manilla och att ge privatundervisning i teckenspråk. Borg är begravd på Norra begravningsplatsen utanför Stockholm.